# چبیکوو
چبیکوو (انگلیسی: Chebykovo) یک شهرک در شهرستان کاراایدلسکی استان باشقیرستان کشور روسیه است.